# Lijst van voetbalinterlands Koeweit - Tsjechië
Deze lijst van voetbalinterlands is een overzicht van alle officiële voetbalwedstrijden tussen de nationale teams van Koeweit en Tsjechië. De landen speelden tot op heden twee keer tegen elkaar. De eerste ontmoeting, een vriendschappelijke wedstrijd, werd gespeeld in Koeweit op 13 december 1995. Het laatste duel, eveneens een vriendschappelijke wedstrijd, vond plaats op 11 november 2021 in Olomouc.

## Wedstrijden
| № | Plaats  | Datum            | Competitie        | Wedstrijd          | Uitslag |
| - | ------- | ---------------- | ----------------- | ------------------ | ------- |
| 1 | Koeweit | 13 december 1995 | Vriendschappelijk | Koeweit – Tsjechië | 1 – 2   |
| 3 | Olomouc | 11 november 2021 | Vriendschappelijk | Tsjechië − Koeweit | 7 − 0   |

## Samenvatting
| Competitie        | Totaal gespeeld | Winst Koeweit | Gelijk | Winst Tsjechië | Doelsaldo Koeweit – Tsjechië |
| ----------------- | --------------- | ------------- | ------ | -------------- | ---------------------------- |
| Vriendschappelijk | 2               | 0             | 0      | 2              | 1 − 9                        |
| Totaal            | 2               | 0             | 0      | 2              | 1 − 9                        |